# C'était un rendez-vous
C'était un rendez-vous (It Was a Date, en anglès) és un curtmetratge francès de l'any 1976, dirigit per Claude Lelouch, que mostra un viatge en cotxe a gran velocitat per París.

## Argument
La pel·lícula mostra un recorregut de vuit minuts en cotxe per París durant les primeres hores del dia (5:30) del matí d'un diumenge d'agost. Inicia en un túnel del Perifèric de París a Porte Dauphine, amb una vista a bord des d'un cotxe invisible que surt per una carretera de desviament cap a l'avinguda Foch. Es passen localitzacions conegudes com l'Arc de Triomf, el Palau Garnier i la plaça de la Concòrdia amb el seu obelisc, així com els Camps Elisis. S'atravessen vianants, coloms asseguts als carrers volen, dispersant-se, els semàfors vermells són ignorats, els carrers d'única direcció es condueixen a l'inversa... Mai es veu el cotxe, ja que la càmera sembla estar col·locada just sota el para-xocs davanter (a jutjar per les posicions relatives d'altres cotxes, el raig dels fars i el pla final, quan el cotxe és aparcat davant un voral a Montmartre, amb la coneguda Basílica del Sacré-Coeur). Aquí, el conductor baixa del cotxe i abraça a una jove de cabell ros mentre sonen campanes de fons, amb el famós teló de fons de París.

## Repartiment
- Gunilla Friden com La fille
- Claude Lelouch com a L'homme (no acreditat)

## Producció
Rodat en una sola presa, és un exemple de cinéma vérité. La durada del film es va limitar per la capacitat curta del bobí de pel·lícula de 35 mm de 1000 peus, i va ser filmat amb una càmera (suposadament) giroestabilitzada muntada al paraxocs d'un Mercedes-Benz 450SEL 6.9. Ha aparegut una foto que sembla revelar una càmera Eclair cam-flex de 35 mm amb una lent gran angular i un muntatge dur típic de "speed rail", sense giroscopis, en un Mercedes. Aquest model, que podia arribar a una velocitat màxima de 235 km/h (146 mph), només estava disponible amb una transmissió automàtica de tres velocitats. Lelouch va conduir ell mateix el seu propi cotxe i va afirmar que la velocitat màxima assolida era d'uns 200 km/h en l'avinguda Foch de 1,3 km. Lelouch també va afirmar durant un documental del "making of" que la banda sonora es va doblar amb el so del Ferrari 275GTB de Lelouch, que té el mateix nombre de marxes i un so de V12 bastant distintiu del d'una V8, incloent el V8 de 6,9 litres del suposat cotxe càmera de Mercedes.
En el lloc escollit, hi havia dues persones esperant a Lelouch. En primer lloc, Élie Chouraqui, el seu ajudant principal, estava situat amb un walkie-talkie a la Rue de Rivoli, just darrere de l'arc que surt dels jardins del Louvre. La seva tasca era ajudar el conductor en l'únic punt cec del recorregut;. Tot i això, Lelouch va revelar que les comunicacions per ràdio no van funcionar bé, així que si Chouraqui hagués intentat alertar-lo sobre algun vianant, el missatge no l'hauria rebut. Tot i això, el semàfor d'aquell creuament estava en verd. L'altra persona que sabia de la seva arribada era la núvia de Lelouch, Gunilla Friden. Ell li havia dit que arribaria en deu minuts al Sacré-Cœur i li havia demanat que estigués allà esperant la seva arribada.

## Lliurament de DVD
El 2003, Richard Symons, un documentalista, va contactar Claude Lelouch. Després de sis mesos de negociacions difícils, va convèncer-lo de restaurar la pel·lícula des del seu negatiu original de 35 mm i llançar-la de nou en format DVD. L'empresa de Symons, Spirit Level Film, és ara la que distribueix aquest DVD a tot el món.

## Ruta

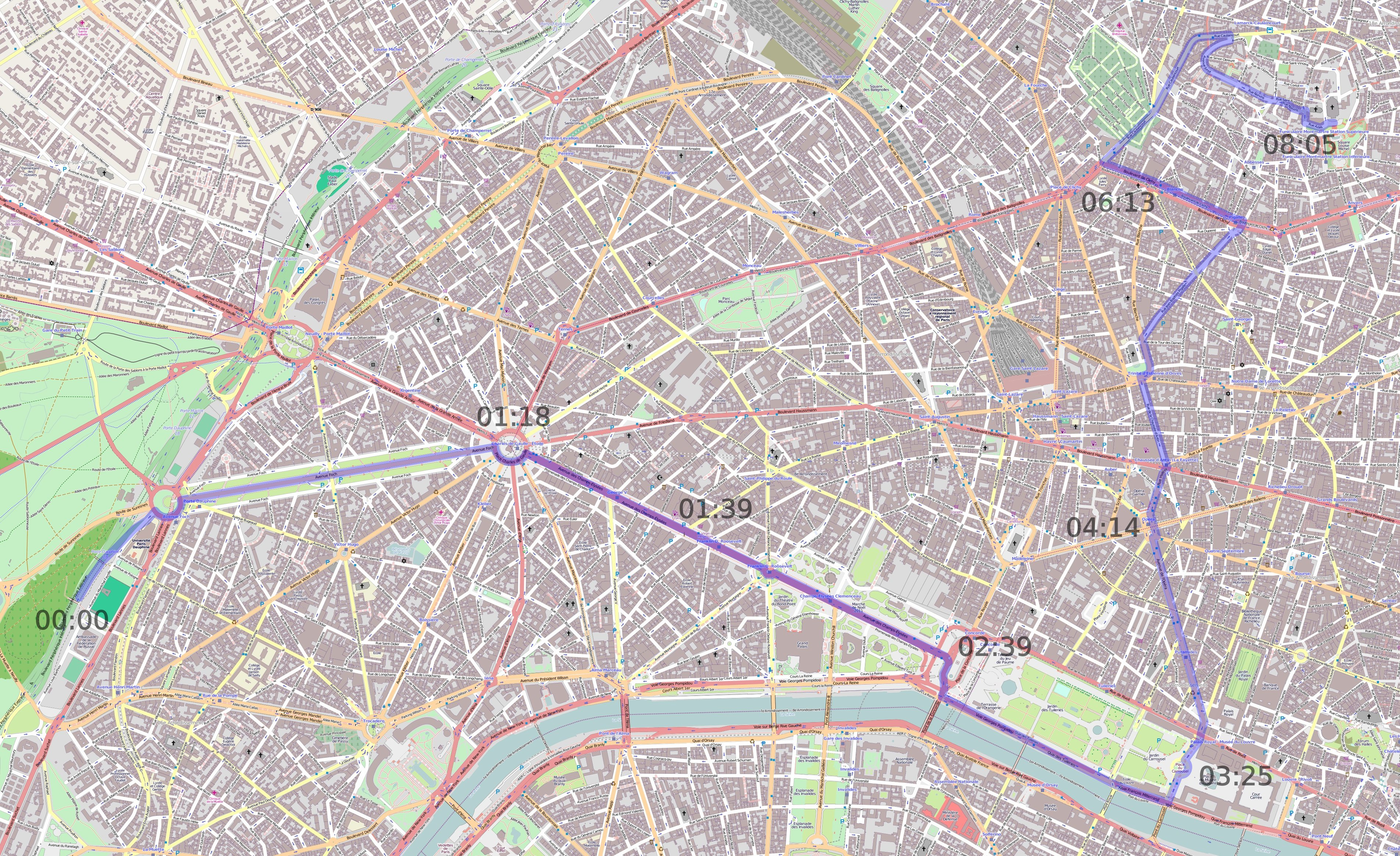
ruta en un mapa

Recorregut: Bd Périphérique (sortides a Porte Dauphine) · Av Foch · Pl Charles de Gaulle · Av des Champs-Elysées · Pl de la Concorde · Quai des Tuileries · Pl du Carrousel · R de Rohan · Av de l' Òpera · Pl de l'Opéra · Fromental Halévy · R de la Chausée d'Antin · Pl d'Estienne d'Orves · R Blanche · R Pigalle · Pl Pigalle · Bd de Clichy · (gir avortat a R Lepic) · R Caulaincourt · Av Junot · Pl Marcel Aymé · R Norvins · Pl du Tertre · R Ste-Eleuthère · R Azais · Pl du Parvis du Sacré Cœur.
La ruta va mesurar 10.597 km de llarg, que indica una velocitat mitjana d'uns 80 km/h aproximadament (50 mph).
| temps  | distància (m) | leg dist (m) | leg temps (s) | m/s  | km/h | mph  |
| 00:10  | 0             |              |               |      |      |      |
| 00:27  | 457           | 457          | 17            | 27   | 97   | 60   |
| 00:37  | 631           | 174          | 10            | 17   | 63   | 39   |
| 01:16  | 1954          | 1323         | 39            | 34   | 122  | 76   |
| 01:25  | 2190          | 236          | 9             | 26   | 94   | 59   |
| 02:27  | 4117          | 1927         | 62            | 31   | 112  | 70   |
| 02:40  | 4441          | 324          | 13            | 25   | 90   | 56   |
| 03:19  | 5462          | 1021         | 39            | 26   | 94   | 59   |
| 03:36  | 5791          | 329          | 17            | 19   | 70   | 44   |
| 04:08  | 6632          | 841          | 32            | 26   | 95   | 59   |
| 04:26  | 6984          | 352          | 18            | 20   | 70   | 43   |
| 04:45  | 7357          | 373          | 19            | 20   | 71   | 44   |
| 04:52  | 7401          | 44           | 7             | 6    | 23   | 14   |
| 05:15  | 7836          | 435          | 23            | 19   | 68   | 43   |
| 05:19  | 7863          | 27           | 4             | 7    | 24   | 15   |
| 05:38  | 8159          | 296          | 19            | 16   | 56   | 35   |
| 05:48  | 8301          | 142          | 10            | 14   | 51   | 32   |
| 05:57  | 8416          | 115          | 9             | 13   | 46   | 29   |
| 06:24  | 8887          | 471          | 27            | 17   | 63   | 39   |
| 07:04  | 9714          | 827          | 40            | 21   | 74   | 47   |
| 07:48  | 10406         | 692          | 44            | 16   | 57   | 35   |
| 08:07  | 10597         | 191          | 19            | 10   | 36   | 23   |
|        |               |              |               |      |      |      |
| total: | 10597         |              | 477           | 22,2 | 80,0 | 50,0 |

## Crítica
Es van atribuir comentaris a Lelouch, on reconeix la "indignació moral" del públic derivada del seu mètode de rodatge en la pel·lícula. A més, afirma que estava disposat a assumir els riscos presents en fer la pel·lícula, però que també estava disposat a deixar-la estar si es trobava amb algun risc inesperat (vianant, obstacle,etc.).

## En la cultura popular
L'any 2003, Nissan va llançar un DVD promocional pel 350Z titulat The Run. Aquest presentava diverses angles visuals de càmera d'un 350Z de color coure que conduïa pels carrers de Praga, acabant en una cita amb una bella dona, fent homenatge a Lelouch.
El 2007, l'obra cinematogràfica es va fer servir com a videoclip musical de la cançó de Snow Patrol, " Open Your Eyes ".
Quan l'any 2009 era a punt de finalitzar, es va estrenar a YouTube un curtmetratge anomenat The Fast and the Famous, dirigit per Jeremy Hart. El curt mostra a Jay Leno al volant d'un Mercedes-Benz SLS AMG. Al llarg del circuit per Mulholland Drive, Laurel Canyon Boulevard, Sunset Boulevard, Beverly Drive i Coldwater Canyon Drive, Leno fa diverses referències a la pel·lícula clàssica de Lelouch. L'any 2010, Jeremy Clarkson va fer ús de la pel·lícula com a base per a l'escena inicial del seu DVD/Blu-ray The Italian Job .
El 2013, la banda francesa d'indie pop Phoenix va utilitzar la pel·lícula com a escenari de fons durant les seves actuacions de la cançó "Love Like a Sunset Part I".
El 17 de febrer del 2017, Ford Motor Company va col·laborar amb Claude Lelouch per crear una nova versió de 360 graus de la pel·lícula, utilitzant aquesta vegada un Ford Mustang. Contràriament a l'original, aquesta versió del 2017 té algunes escenes editades i no recorre tota la ruta de la versió de Lelouch del 1976.
El 2017, en un episodi titulat "Bah Humbug-atti", el programa britànic d'automobilisme The Grand Tour va rendir homenatge amb un Bugatti Chiron que va conduir per les carreteres de Torí.
El Forza Horizon 4, el joc del 2018, hi ha una narrativa on el jugador agafa les regnes d'un Alpine A110 i recorre els carrers d'Edimburg per a una peça audiovisual com a tribut a C'était un rendez-vous.
A Burnout Paradise, el DJ de ràdio Atomika relata com veure C'était un rendez-vous va ser la seva inspiració per ingressar en l'univers de les carreres de carrer.
El 2018, en l'episodi 8 de la segona temporada, "Escape From Paris", de la sèrie d'Amazon Patriot, van mostrar un recorregut per París amb imatges preses des d'una càmera muntada al davant d'un cotxe. Aquesta escena sembla ser un tribut a "C'était un rendez-vous". A més, en escenes posteriors, hi havia fins i tot sons inadequats del motor i el xiulet dels pneumàtics, com a l'original.
Christopher McQuarrie va comentar al programa Empire Film Podcast que la pel·lícula va influir en diversos plans de la seva obra cinematogràfica del 2018, "Missió: Impossible - Fallout".

## Pel·lícula d'homenatge
El 2020, Lelouch va dirigir una pel·lícula en honor a la seva obra amb la col·laboració de l'escuderia Ferrari. Anomenada "Le Grand Rendez-vous", aquesta versió va tenir lloc a Mònaco, no a París, i va estar protagonitzada pel pilot de l'Escuderia monegasca Charles Leclerc. La filmació es va fer pels carrers de Montecarlo, amb Leclerc al volant d'un Ferrari SF90 Stradale. Aquest esdeveniment va tenir lloc el 24 de maig de 2020, coincidint amb la data del Gran Premi de Mònaco, que havia estat cancel·lat a causa de la pandèmia global. La pel·lícula es va estrenar el 13 de juny de 2020. marcant una època on només dues grans competicions d'automobilisme havien reiniciat les seves activitats després d'aquella data.